# Spirstock
Spirstock är en bergstopp i Schweiz.   Den ligger i distriktet Bezirk Schwyz och kantonen Schwyz, i den centrala delen av landet, 100 km öster om huvudstaden Bern. Toppen på Spirstock är 1 771 meter över havet, eller 130 meter över den omgivande terrängen. Bredden vid basen är 2,2 km.
Terrängen runt Spirstock är bergig åt sydost, men åt nordväst är den kuperad. Närmaste större samhälle är Schwyz, 9,2 km väster om Spirstock. 
I omgivningarna runt Spirstock växer i huvudsak blandskog. Runt Spirstock är det glesbefolkat, med 20 invånare per kvadratkilometer.